# Огненный шторм

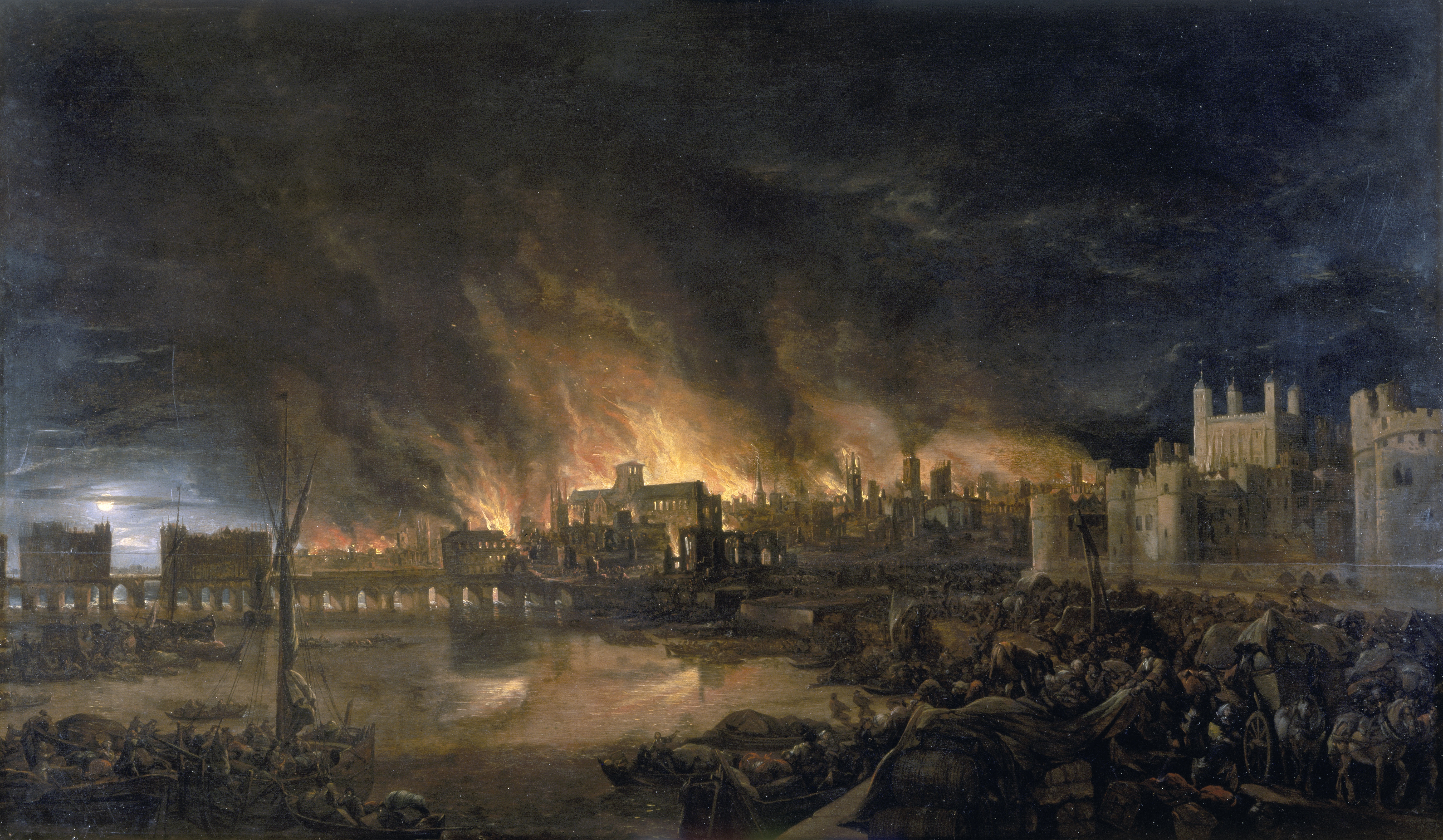
Великий лондонский пожар 1666 г.

Огненный шторм (реже огненный смерч, пожарный шторм) (от нем. Feuersturm) — одна из форм крупного пожара, для которого характерны образование мощного восходящего потока нагретого воздуха и продуктов сгорания в центре, и приток в очаг пожара свежего воздуха со всех сторон с ураганной скоростью. Обычно возникает при объединении нескольких пожаров в один более крупный сплошной пожар высокой интенсивности, на площади обычно не менее 1 км2.
Огненный шторм в сравнении с другими типами пожаров случается редко, но часто приводит к большему материальному ущербу и массовым жертвам среди населения. Его тушение почти невозможно, что делает этот тип пожаров особенно опасным. Такие масштабные пожары прекращаются только после сгорания всего горючего в данной местности.

## Механизм

Схема механизма возникновения (1) пожар, (2) конвективная колонка, (3) сильный порывистый ветер, (А) пирокумулятивное облако

### Условия формирования
Его возникновение возможно при таких условиях:
- относительная влажность воздуха меньше 30 %;
- скорость ветра вблизи поверхности не более 5 м/с;
- горючая нагрузка не менее 200 кг/м2;
- наличие сплошной горючей нагрузки на площади свыше 1 км2;
- время распространения пламени на площадь более 1 км2 не менее 2-3 часа.

Схема развития огненного шторма в Гамбурге при бомбардировке в 1943 году

По данным некоторых исследователей, дополнительными необходимыми факторами возникновения огненного шторма являются отсутствие мощных слоев инверсии в атмосфере, слабо неустойчивая стратификация атмосферы. Влияние как фактора условий в верхней и средней тропосфере ещё изучается. Препятствием к изучению явления являются как его относительная редкость и сложность изучения в процессе, так и сложность организации натурных экспериментов. В качестве прогнозного показателя вероятности явления используется с некоторыми ограничениями индекс Хейнса.
Подходящие по плотности горючей нагрузки условия есть в городах с плотной застройкой. Образование огненных штормов наиболее вероятно на участках с плотной застройкой зданиями и сооружениями, которые имеют III, IV и V степень огнестойкости не менее 20 %. При этом конкретные типы материалов, составляющих горючую нагрузку в городе, не имеют большого значения, важна лишь плотность горючей нагрузки на единицу площади.
Огненные штормы в городах чаще возникали спонтанно из-за объединения разрозненных небольших пожаров, которые сливались в один пожар. Подобное могло произойти из-за неудачного стечения обстоятельств, либо во время землетрясения, или по причине умышленных поджогов, в том числе и при военных действиях. В связи с последним широко известны огненные шторма, возникшие из-за воздушных бомбардировок, из-за которых полностью сгорели значительные территории нескольких немецких и японских городов во время Второй мировой войны. Так, например, площадь, охваченная особенно крупным штормом в Токио, достигала 41 км2, а количество его жертв составило не менее 80 тысяч человек. Особняком при этом стоят огненные шторма, которые могут возникать при взрыве атомной бомбы, как это было при бомбардировке Хиросимы.
Сильное землетрясение в городе часто приводит к разрушению водопровода и пожарных резервуаров, а также к появлению многочисленных очагов пожара из-за разрушения печей, котельных, газовых труб и ёмкостей с другими горючими веществами. Слияние этих пожаров в один при некоторых условиях также может превратиться в огненный шторм.
Также огненные шторма могут изредка возникать и в некоторых лесах при интенсивных лесных пожарах, а также в условиях разреженной малоэтажной застройки с густым лесом. Изредка огненный шторм происходит и на обширных пожаровзрывоопасных производствах, складах и хранилищах при горении значительных запасов лесоматериала или разливах горючих газов и жидкостей, а также сжиженного кислорода, в связи с чем планирование производств и городов делается таким образом, чтобы минимизировать подобные риски.

### Формирование

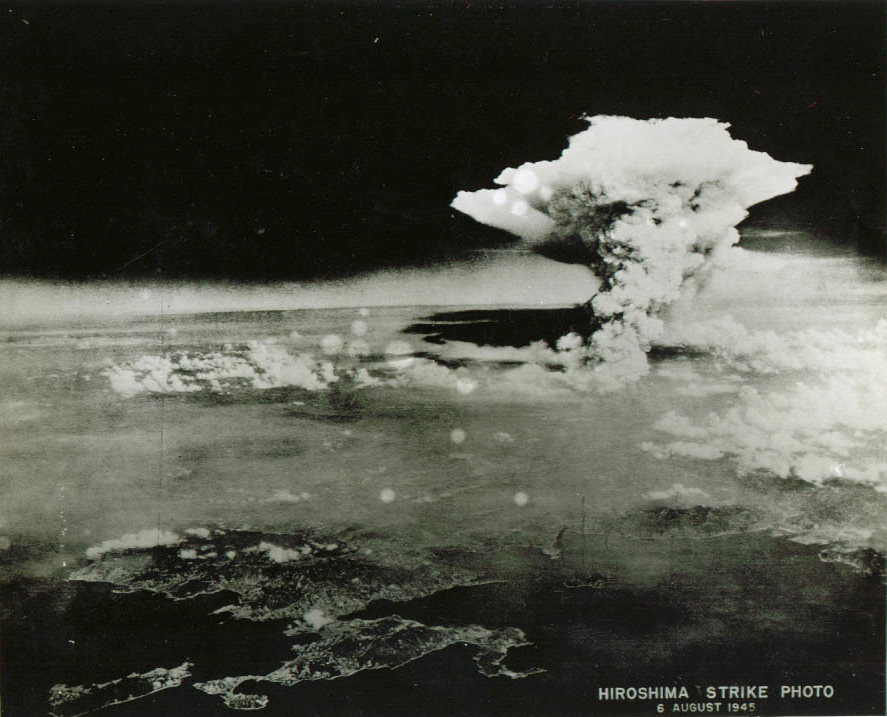
Огненный шторм и мощное пирокумулятивное облако после бомбардировки Хиросимы

Над очагом пожара воздух нагревается из-за сильного теплового излучения пожара и поднимается вверх. Это приводит к образованию над очагом интенсивного лесного пожара конвективной колонки — поднимающейся вверх смеси нагретого воздуха и продуктов горения, которые формируют вертикальную колонну восходящего потока шириной в сотни метров и высотой в несколько километров. На место восходящих потоков воздуха из-за эффекта тяги начинают втягиваться холодные воздушные массы, всасываемые с периферии пожара, которые ещё сильнее раздувают пламя.
По мере подъёма воздух в конвективной колонке остывает, и вверху влага может начать конденсироваться, выделяя скрытое тепло, что усиливает конвекцию и приводит к образованию кучевых или кучево-дождевых пирокумулятивных облаков. При усилении конвекции отдельные очаги пожаров в определённых условиях могут начать объединяться в один обширный, зарождая огненный шторм. При огненном шторме мощь интенсивных восходящих и нисходящих потоков воздуха уже начинает влиять на приземные ветры и на распространение огня. Конвективная колонка восходящего воздуха у огненного шторма может достигать в высоту 10-15 км (в условиях умеренных широт на этой высоте находится верхняя граница тропосферы и начинается стратосфера) и несколько сотен метров в диаметре. Часто восходящие потоки воздуха могут завихряться с формированием теплового циклона.

### Развитие
После слияния пожаров в огненный шторм он может просуществовать различное время. Во время огненного шторма образуется тепловой циклон со скоростью ветра до 180 км/ч и высотой до 10 км. На территории, которая прилегает к границам огненного шторма, скорость ветра будет увеличиваться, до 60 км/ч и более. Всасываемые в очаг пожара потоки воздуха ограничивают расширение площади возгорания вширь, что сильно отличает огненные шторма от других типов крупных пожаров. Основное развитие пожара будет происходить за счет массового переноса искр, головней и даже крупных горящих предметов конвекционной колонкой и вихрями, образующимися на горящей территории. При этом обычно выгорает всё, что оказалось внутри периферии пожара. Из-за ураганных скоростей всасываемого в очаг пожара воздуха подходить к нему чрезвычайно опасно, в связи с чем тушение сформировавшегося огненного шторма практически невозможно.

## Примеры

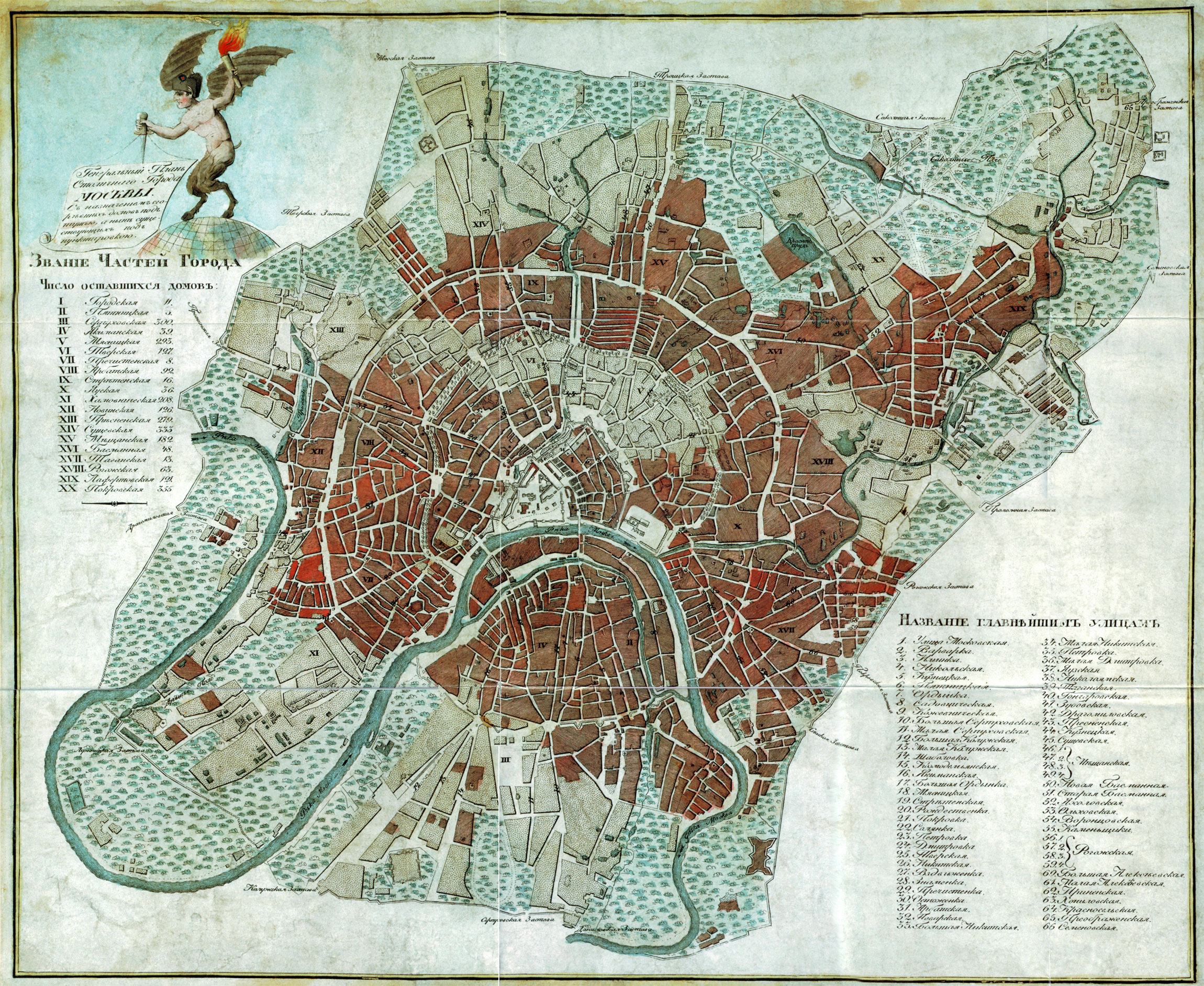
Последствия Великого пожара 1812 г. на генеральном плане города Москвы — несгоревшие участки возникли из-за крепостной стены и сильного дождя, потушившего пожар

Наиболее яркими примерами огненных штормов являются мощные пожары, возникшие при бомбардировках во время Второй Мировой войны. Тогда при ковровых бомбардировках городов помимо фугасных широко применялись зажигательные бомбы, которые приводили к массовым пожарам. При благоприятных условиях пожары переходили в огненный шторм, сопровождавшийся направленными к его центру ветрами ураганной силы, из-за чего и появилось немецкое выражение Feuersturm (огненный шторм). К примеру, бомбардировки зажигательными бомбами вызвали появление огненного шторма в 1943 году в Гамбурге, Вуппертале и Касселе, в 1944 году в Дармштадте, и в 1945 году в Дрездене и Токио. При бомбардировке атомной бомбой в Хиросиме также возник огненный шторм площадью 11км2, начальная стадия огненного шторма отмечалась также и в Нагасаки.

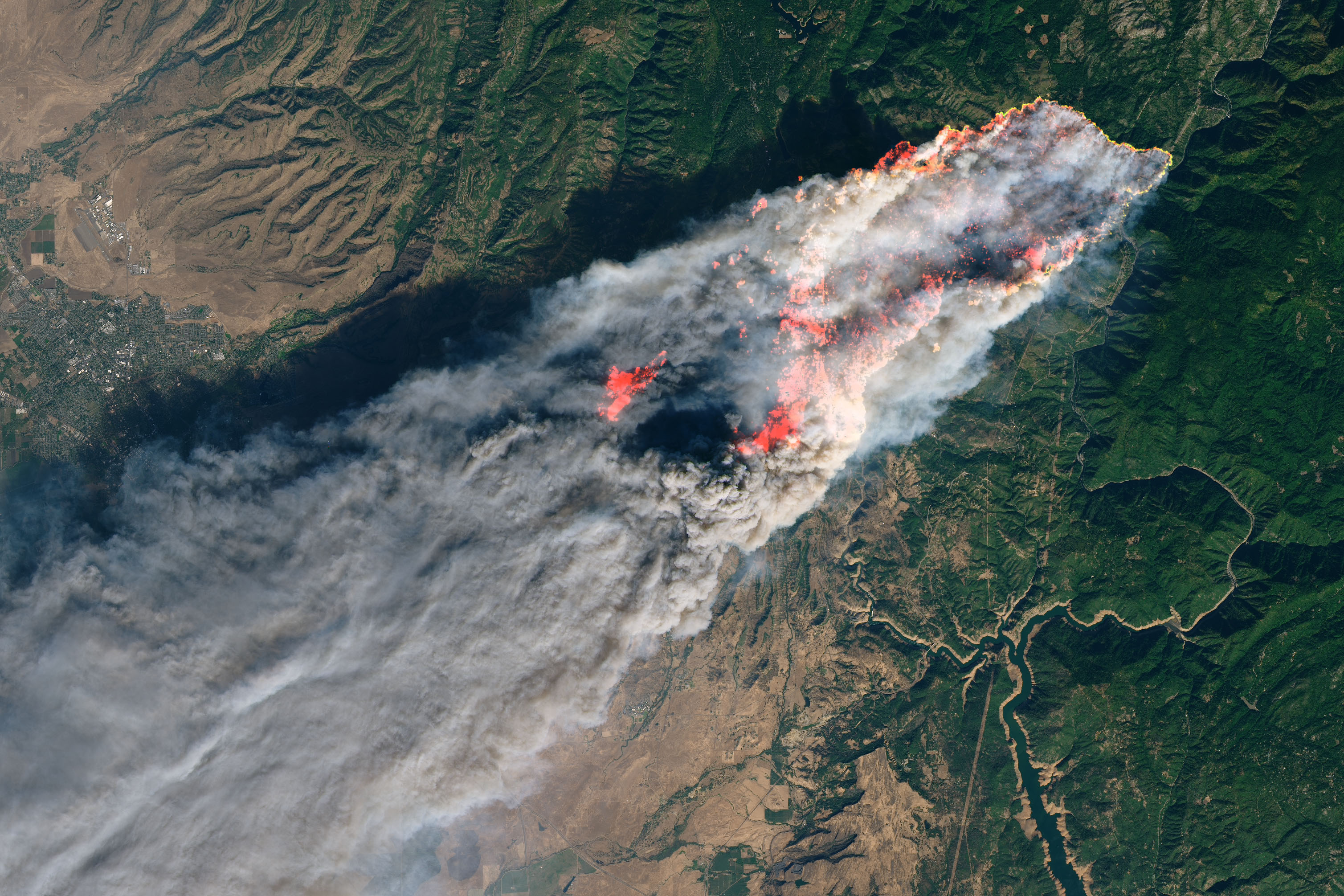
Ландшафтный пожар Camp Fire, видимый со спутника Landsat 8 8 ноября 2018 года, с красной подсветкой активного огня, видимого в инфракрасном диапазоне. Мощные высотные ветры уносят

Случаи спонтанного возникновения огненного шторма в городских условиях были зафиксированы во время Великого лондонского пожара в 1666 году, Московского пожара в 1812 году, Великого чикагского пожара в 1871 году и Пожара в Салониках в 1917 году. Огненный шторм мог быть сопровождать некоторые из опустошительных городских пожаров в Российской империи, случившиеся в сравнительно безветреную и слабоветреную погоду. Считается, что огненные бури были частью механизма крупных городских пожаров, таких как сопровождавшие землетрясение в Лиссабоне 1755 года, землетрясение в Сан-Франциско 1906 года и Великое землетрясение в Канто 1923 года.
Это явление также наблюдалось в ходе природных пожаров на западе России в 2010 году, в Мексике в 2014 году, и в США в 2016 году. 418 жертв было у Великого пожара в Хинкли — крупного лесного пожара в 1894 году, в котором сгорел город Хинкли в штате Миннесота, США. Известно и множество других случаев.

## Последствия
Огненные штормы, возникавшие в городах, часто приводили к уничтожению нескольких районов крупного города, с большим количеством жертв среди населения и масштабным материальным ущербом. Ликвидация последствий такого пожара могло затянуться на несколько десятилетий, особенно если целью ставилась реконструкция исторического вида города, который он имел до пожара, как это было в городе Дрезден.
Изучение результатов вскрытия многих жертв огненных штормов, возникших из-за бомбардировок, найденных как в убежищах, так и на улицах сгоревших городов, показало, что наиболее частыми причинами смерти являлись обширные ожоги и отравление оксидом углерода.
Среди психологических последствий у людей, переживших огненный шторм, отмечаются симптомы посттравматического стресса.
Поднятые массы нагретого воздуха и частиц дыма будут создавать при охлаждении в верхней тропосфере и на нижней границе тропосферы пирокумулятивные облака, а если они достаточно большие, то и пирокучевые облака, которые могут привести к дождям и создавать грозовую активность. Например, чёрный дождь, который начался примерно через 20 минут после атомной бомбардировки Хиросимы, за 1-3 часа произвел в общей сложности 5-10 см чёрного дождя, насыщенного радиоактивной сажей. Молнии, возникающие в возникших мощных пирокучевых облаках, могут быть причиной возникновения новых очагов вдали от фронта пожара, иногда на расстоянии до 100 км, как это было при массовых ландшафтных пожарах в 2009 году в Австралии.
Выброшенный в стратосферу дым образует в ней прослои аэрозолей, которые оказывают воздействие на погоду на обширных территориях и может оказать некоторое влияние на климат планеты. Эти выбросы аэрозолей в стратосферу, на континентальном и глобальном уровне, вдали от непосредственной близости от очага пожара, «необычно часто» вызывают незначительные эффекты «ядерной зимы». Они аналогичны незначительным вулканическим зимам, с каждым масштабным выбросом продуктов горения в стратосферу становится сильнее связанный с ним уровень похолодания, от почти незаметного до уровня «года без лета».